# 天国から来た男たち
『天国から来た男たち』（てんごくからきたおとこたち）は、2001年に刊行された林洋司の小説、および、それを原作とする同年に公開された吉川晃司主演の日本映画。

## 概要
フィリピンで冤罪で逮捕された男と刑務所の物語。

## 出演者
- 早坂幸平（商社マン）：吉川晃司
- 吉田克明：山﨑努
- 三島奈美恵（元銀行員）：大塚寧々
- 海野俊幸（マニラでレストラン経営）：遠藤憲一
- フィリピン太郎：水橋研二
- 坂本淳（名古屋の開業医）：翁華栄
- 薮元忠：北見敏之
- 早坂美由紀（幸平の恋人）：及川麻衣
- 杉森弘治（幸平の商社の後輩）：金山一彦（友情出演）
- 柏木：及川光博（友情出演）
- 謎の男：竹中直人（友情出演）
- 宮本聖也（子役）
- 迫英雄（友情出演）

他

## スタッフ
- 製作統括：川瀬友弘、猿川直人、仁平幸男、早河洋
- 製作者：高野秀夫、上松道夫
- 企画：豊忠雄、篠正幸、木村純一、中野正豊、伊藤秀裕
- エグゼクティブ・プロデューサー：濱崎正信
- 原作：林洋司『天国から来た男たち』より
- 脚本：橋本以蔵、江良至
- 音楽：吉川晃司
- 企画・プロデュース：林由恵
- プロデュース：安村重幸、島袋憲一郎、古賀宗岳、飛河三義
- 撮影監督：山本英夫（J.S.C）
- 美術：尾関龍生
- 録音：小原善哉
- 音響効果：柴崎憲治（アルカブース）
- 編集：島村泰司
- 助監督：仰木豊
- 制作担当：渡辺貴生
- 通訳兼プロデューサー補：比嘉世津子
- 音楽協力：小西智之
- 監督助手：岡秀樹、安達耕平、西海謙一郎
- 装飾：竹内洋平
- 光学録音：利澤彰
- ネガ編集：三陽編集室

- 企画協力：今野文雄、田中正美
- フィリピンクループロデュース：Reanzo Cruz
- フィリピンロケ協力：EXTREME ENTERTAINMENT
- フィリピンロケスーパーバイザー：井上勇次
- 製作支援ソリューション：シネマネー応援団（インフォアベニュー）
- アカウンティングプロデューサー：内山隆太郎（東京共同会計事務所）
- MA：アオイスタジオ
- タイトル：島田プロダクション
- スタジオ：日活撮影所
- 現像：IMAGICA
- 特別協賛：サッポロビール
- 制作協力：エクセレントフィルム
- 制作：ケイエスエス